# 箱根海賊船
箱根海賊船（はこねかいぞくせん、英: Hakone Sightseeing Cruise）は、神奈川県足柄下郡箱根町の芦ノ湖で、小田急箱根が運航する遊覧船である。
本項目では、2024年3月31日までの運航会社である箱根観光船株式会社（はこねかんこうせん）についても記述する。

## 歴史
1950年8月1日に「箱根観光船」として運航開始。当初、客船としては世界初の双胴船を運航している伊豆箱根鉄道に対して苦戦していたが、アメリカ合衆国のディズニーランドを視察した社長のアイデアにより、海賊船の導入を決定。
- 1964年7月 - 1630年代のフランス船「セント・フィリップス号」をモデルとした「パイオニア号」を日立造船（現：カナデビア）に発注[2]、就航して子どもたちの圧倒的な人気を得た。
- 1980年 - 17世紀のイギリス戦列艦「ソブリン・オブ・ザ・シーズ」をモデルとした「ビクトリア号」就航。
- 1987年 - 17世紀のフランス戦列艦をモデルとした「ロワイヤル号」就航。
- 1991年3月19日 - スウェーデン戦列艦「ヴァーサ」をモデルとした「バーサ号」就航[3]。　入れ替わりに1964年就航の「パイオニア号」が退役。
- 2007年3月20日 - イギリス戦列艦「ヴィクトリー」をモデルとした「ビクトリー号」就航。入れ替わりに1980年就航の「ビクトリア号」が退役。
- 2007年5月10日 - 関東地方の観光船で初めてグリーン経営認証を取得した[4]。
- 2013年3月20日 - フランス戦列艦「ロワイヤル・ルイ」をモデルとした「ロワイヤルII号」就航。入れ替わりに1987年就航の「ロワイヤル号」が退役。
- 2019年4月25日 - ドーンデザイン研究所の水戸岡鋭治がデザインを担当した「クイーン芦ノ湖」就航。入れ替わりに1991年就航の「バーサ号」が退役。
- 2024年4月1日 - 小田急箱根グループの会社再編に伴い、運航会社の箱根観光船が箱根登山鉄道（存続会社）・小田急箱根ホールディングス・箱根施設開発と合併し、小田急箱根の運営となる。同時に売店・飲食店事業を箱根プレザントサービス[注釈 1]に継承[5]。

2013年の輸送人員は約182万人で、一般客が約135万人、団体客が約47万人となっている。また1990年代には約7万 - 8万人だった外国人客が約36万人に増加している。外国人客は台湾、タイ王国の順に多く、近年はイスラム諸国からの客が増加している。

## 航路
- 桃源台港 (OH 65) → 箱根町港 (OH 66) → 元箱根港 (OH 67) → 桃源台港 (OH 65) （循環）

停泊は箱根町港で行われるため、朝は箱根町港始発（ダイヤにより桃源台港直行の場合あり）、夕方は箱根町港止まりとなる。また終前便は逆周回で、桃源台港 → 元箱根港 → 箱根町港の順に運航される（夏季は桃源台港まで延長、最終便後に桃源台港 → 箱根町港の区間便を増発）。
2014年1月より、小田急小田原線・箱根登山電車・箱根登山ケーブルカー・箱根ロープウェイから続く駅ナンバリングを各港に導入している。

### 回遊航路（廃止）
- 箱根町港 → 元箱根港 → 山のホテル港 → 箱根町港

外輪船風の「フロンティア」が就航していた。2008年11月24日をもって廃止。

## 船舶

### 就航船
- 海賊船風
  - 「ビクトリー」 : 2007年（平成19年）3月20日 - 定員 500名（うち特別船室 91名）
    - ユニバーサル造船建造
    - 全長 - 35 m、全幅 - 10 m、総トン数 - 282 t、速力 - 10.5ノット（最大速力 - 11.7ノット）、519馬力(387 kW)×2

  - 「ロワイヤルII」 : 2013年（平成25年）3月20日 - 定員 565名（うち特別船室 111名）
    - ジャパンマリンユナイテッド建造
    - 全長 - 35 m、全幅 - 10 m、総トン数 - 315 t、速力 - 10.5ノット（最大速力 - 11.8ノット）、423馬力(315 kW)×2

  - 「クイーン芦ノ湖」（QUEEN ASHINOKO） : 2019年（平成31年）4月25日 - 定員 541名（うち特別船室 87名）
    - ジャパンマリンユナイテッド建造
    - 全長 - 35 m、全幅 - 10 m、総トン数 - 318 t、速力 - 10.5ノット（最大速力 - 11.7ノット）、567馬力(423 kW)×2

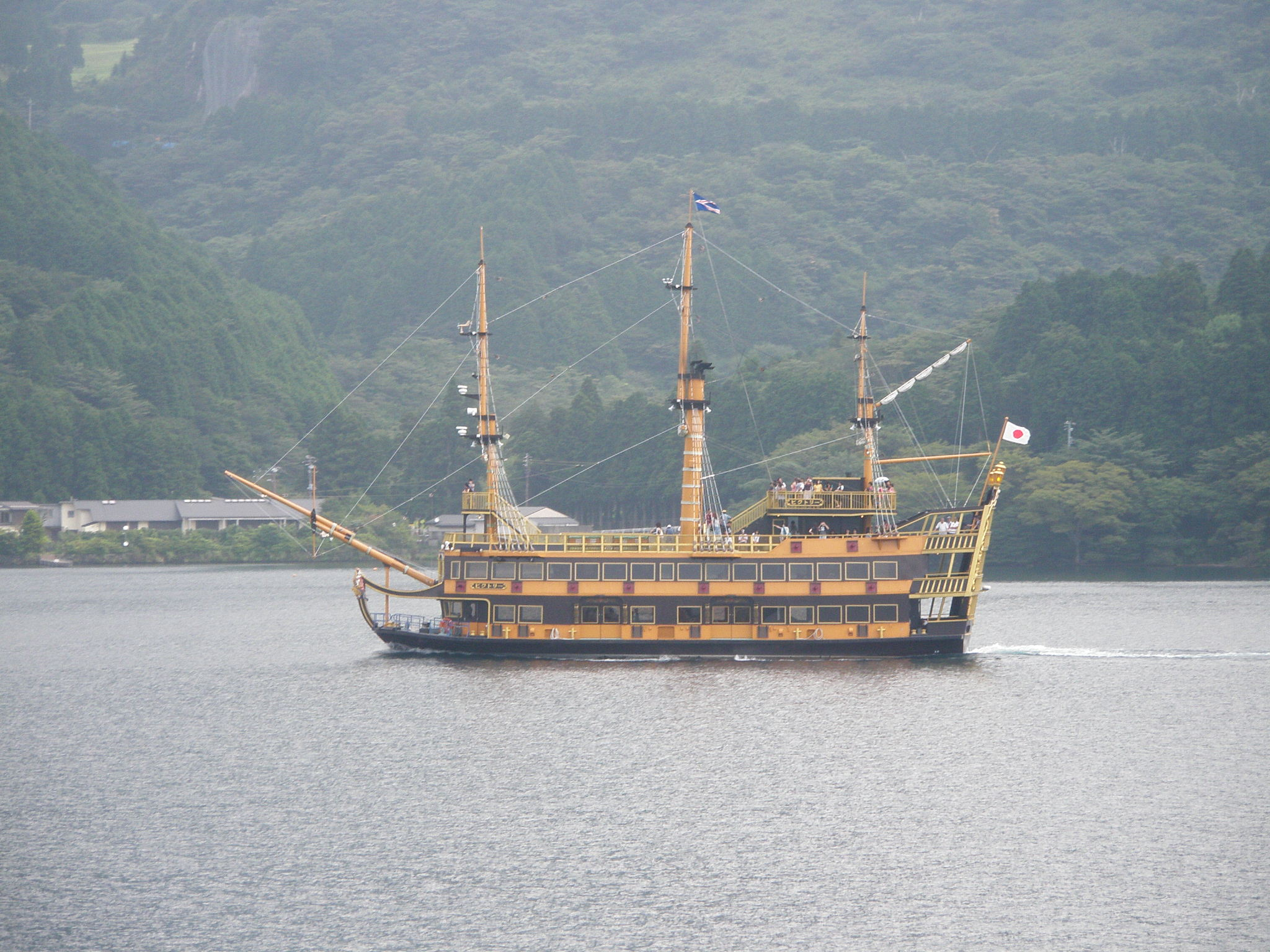
「ビクトリー」
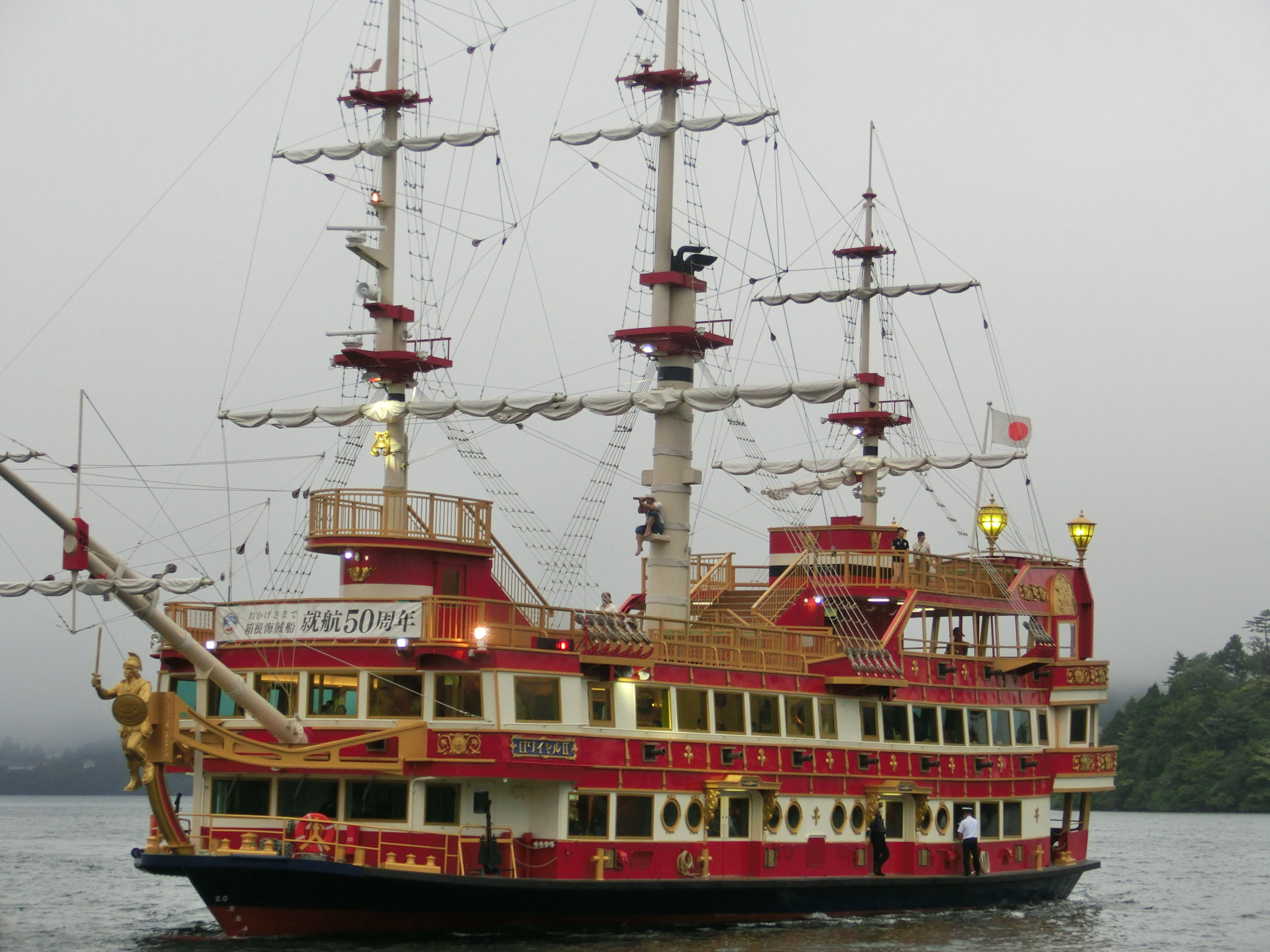
「ロワイヤルII」
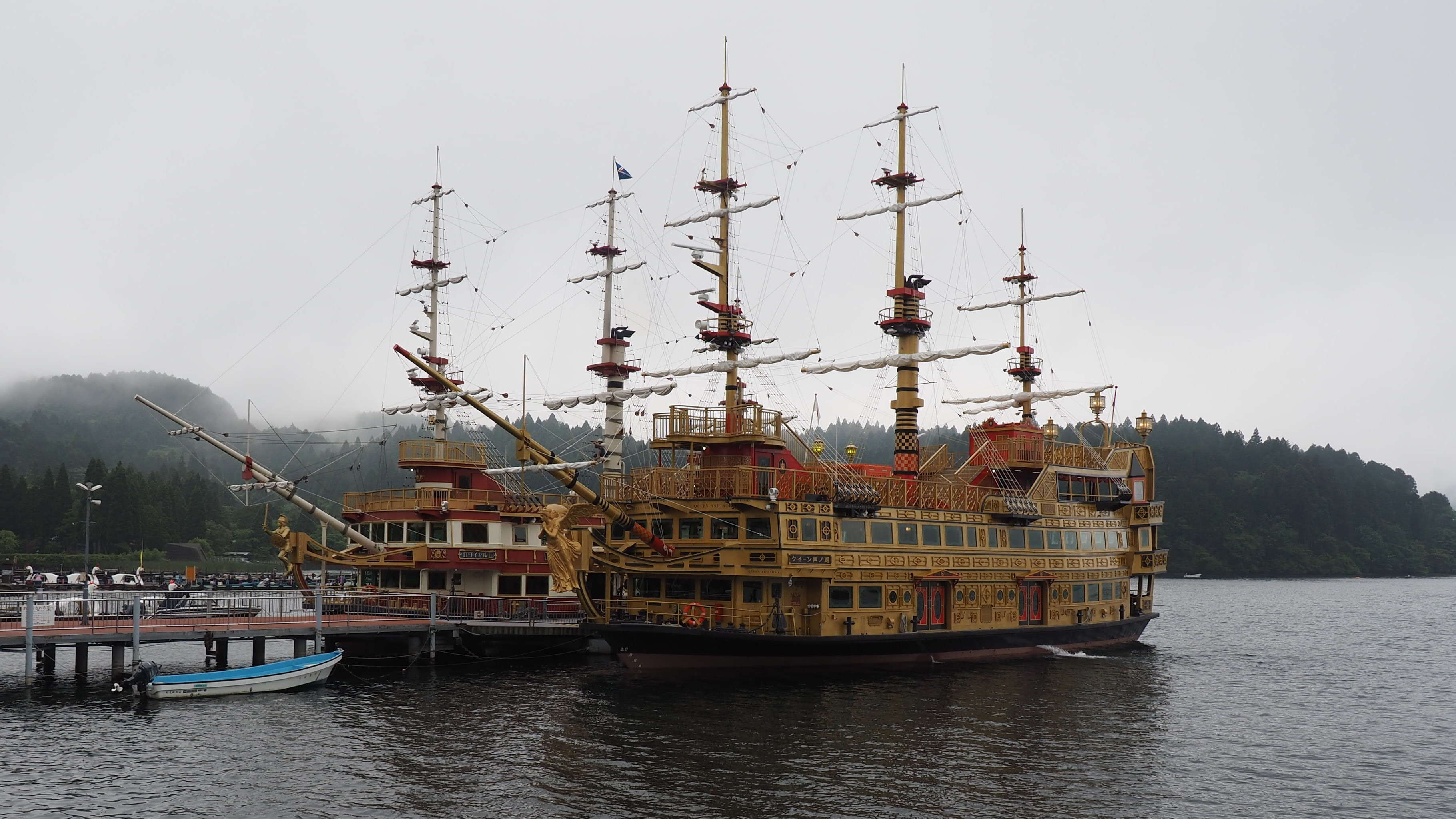
「クイーン芦ノ湖」(2019年6月撮影)

### 退役船
普通船
乙姫丸
1950年（昭和25年） - 1964年（昭和39年）
箱根観光船就航当時の船。当時は小型船だった。「パイオニア」と入れ替わりに退役。以降は海賊船風の大型の船舶に切り替え。
早雲丸
1960年6月竣工、横浜ヨット建造
281.22総トン、全長32.80 m、型幅6.80 m、型深さ2.53 m、ディーゼル1基、機関出力320 ps、航海速力10ノット、旅客定員570名
たいかん丸
1962年4月竣工、横浜ヨット建造
250.00総トン、全長35.00 m、型幅6.80 m、型深さ2.59 m、ディーゼル1基、機関出力320 ps、航海速力10ノット、旅客定員623名
海賊船風
パイオニア
1964年（昭和39年） - 1991年（平成3年）
1964年7月竣工、日立造船神奈川工場建造
471.66総トン、全長33.90 m、型幅10.00 m、型深さ2.75 m、ディーゼル1基、機関出力320 ps、航海速力10ノット、旅客定員650名
「バーサ」と入れ替わりに退役。
ビクトリア
1980年（昭和55年） - 2007年（平成19年）3月
1980年3月竣工、日立造船神奈川工場建造
498.99総トン、全長37.63 m、型幅10.00 m、型深さ2.89 m、ディーゼル1基、機関出力700 ps、航海速力10.9ノット、旅客定員650名
「ビクトリー」と入れ替わりに退役。
ロワイヤル
1987年（昭和62年） - 2013年（平成25年）1月
1987年3月竣工、日立造船神奈川工場建造
315総トン、全長37.75 m、型幅10.00 m、型深さ2.89 m、ディーゼル1基、機関出力700 ps、航海速力10.9ノット、旅客定員650名
「ロワイヤルII」と入れ替わりに退役。
バーサ
1991年（平成3年）3月19日 - 2019年（平成31年）4月
1991年2月竣工、日立造船神奈川工場建造
308総トン、全長35.67 m、型幅10.00 m、型深さ2.90 m、ディーゼル1基、機関出力700 ps、航海速力10.5ノット、旅客定員650名（うち特別船室152名）
「クイーン芦ノ湖」と入れ替わりに退役。

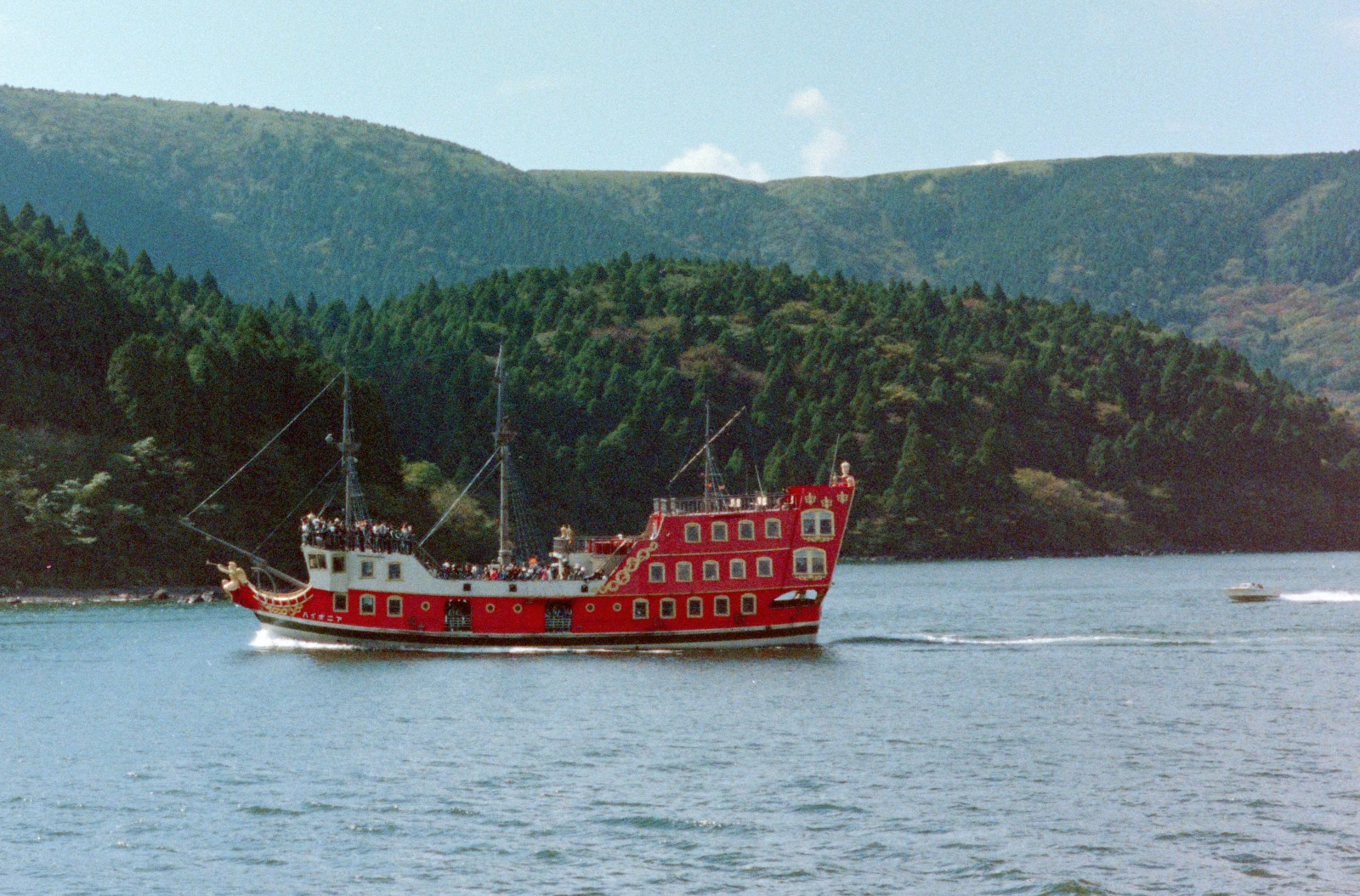
パイオニア
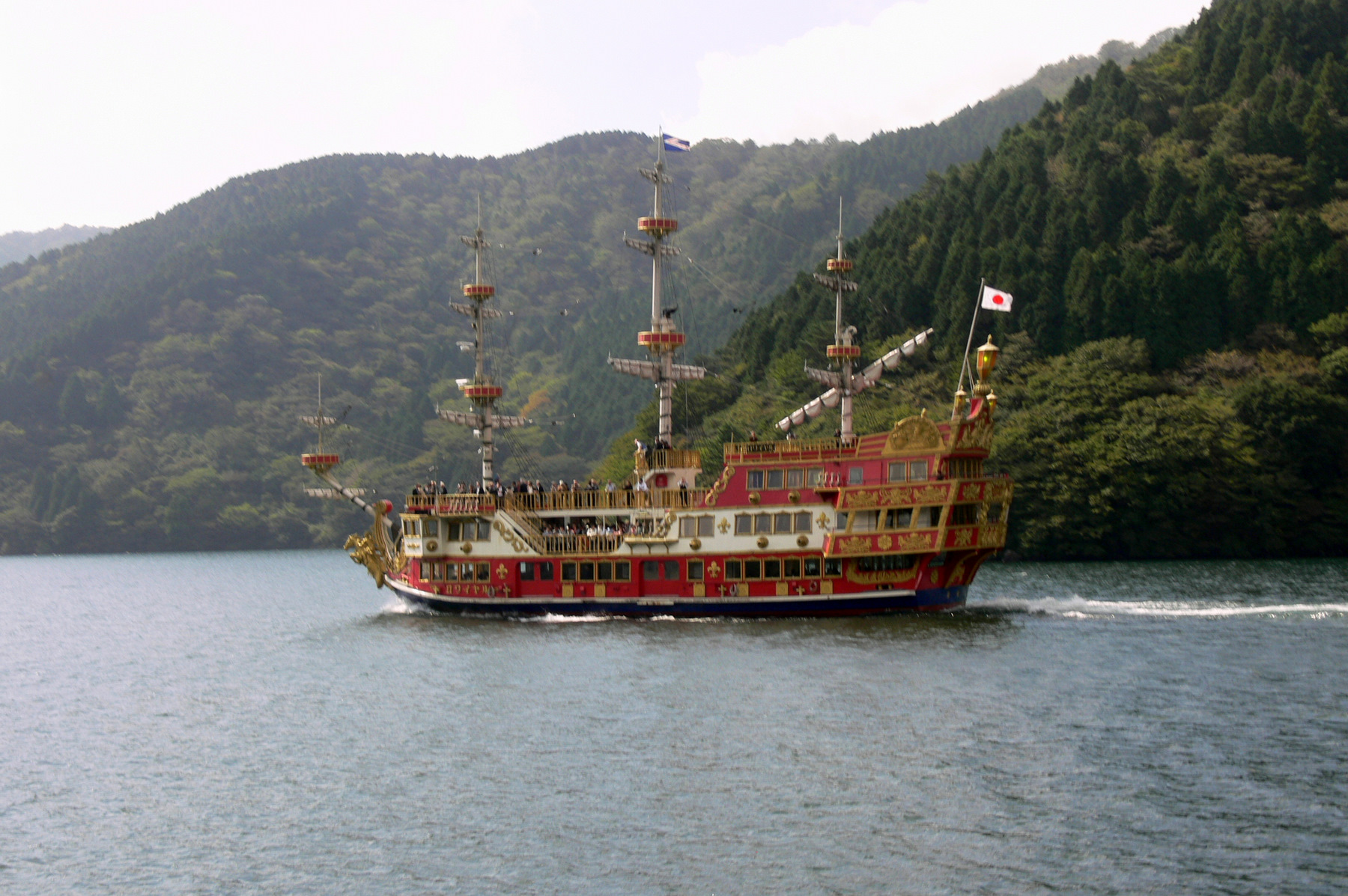
ロワイヤル
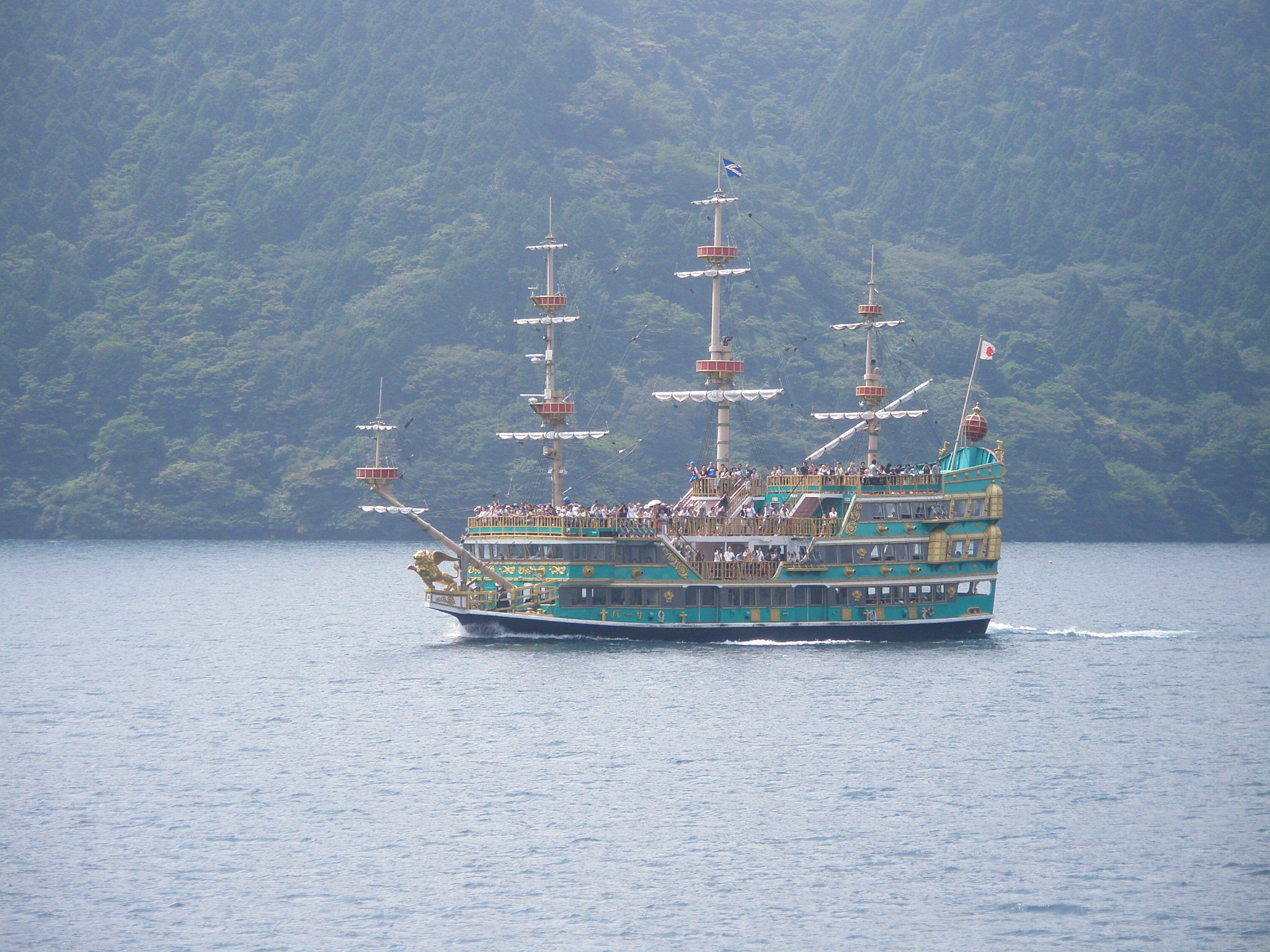
バーサ
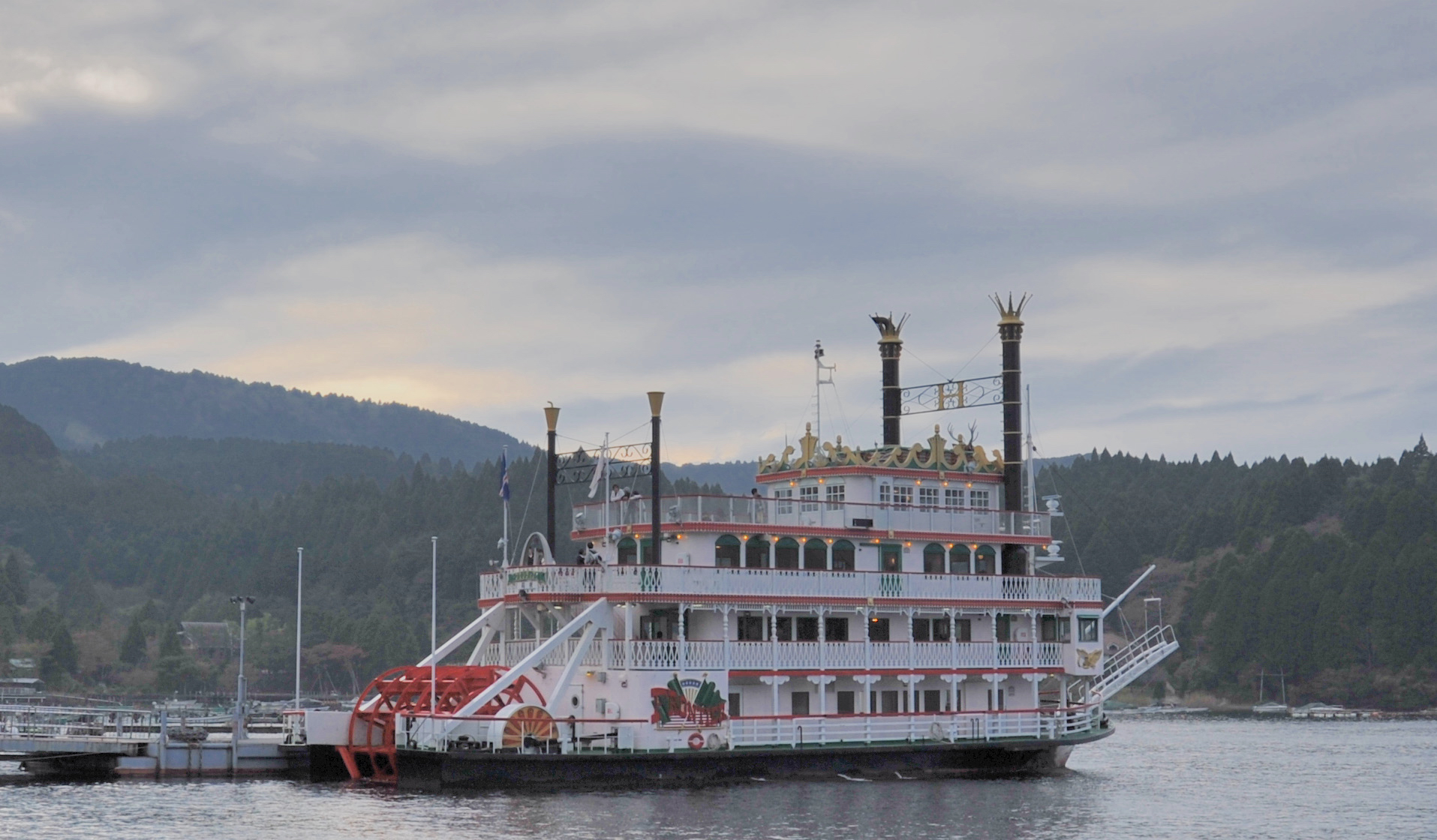
フロンティア（2008年11月撮影）

外輪船風
フロンティア
1996年（平成8年） - 2008年（平成20年）11月23日 - 定員 350名
回遊航路廃止のため退役。

### 建造
これらの船舶は、いずれも臨海部の造船所で建造後、ブロックに分解されて芦ノ湖に運搬し、桃源台港にある同社船舶工場で再組み立てされて進水している。

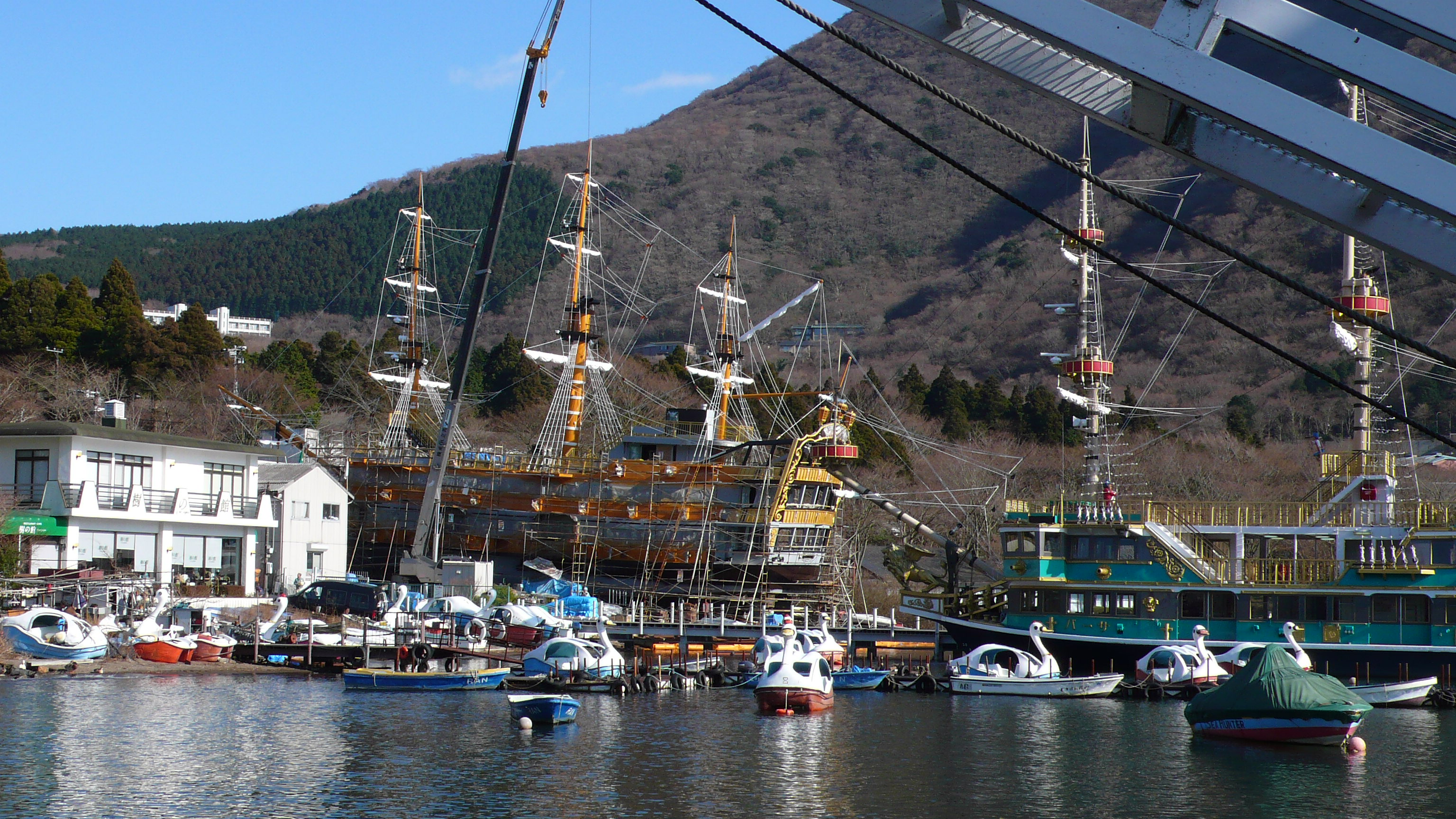
就航3箇月前の「ビクトリー」遠景。写真右側の船は「バーサ」(2006年12月撮影)
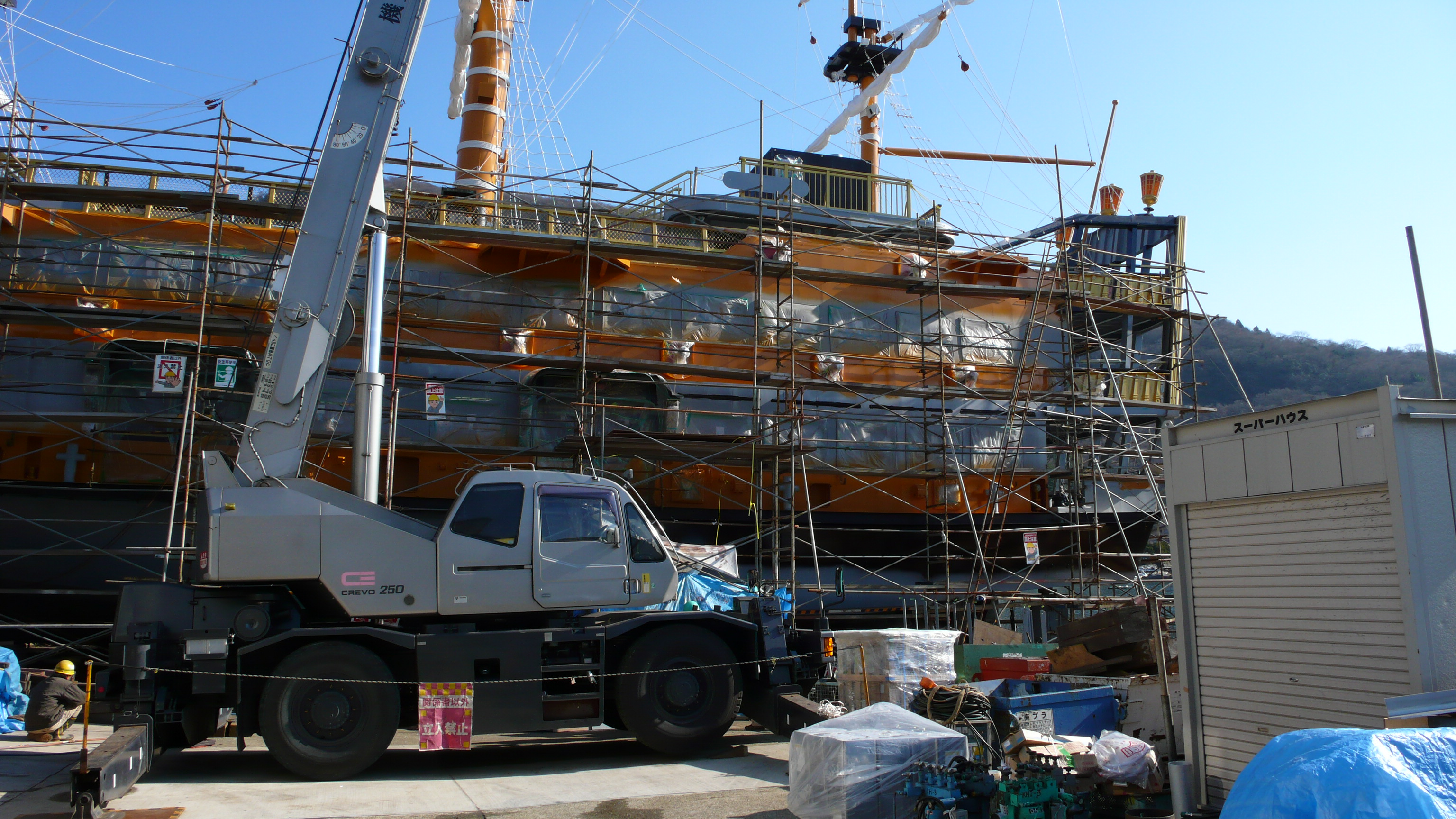
就航3箇月前の「ビクトリー」(2006年12月撮影)

## 運航会社
箱根観光船株式会社は、2024年3月31日まで箱根海賊船の運航を担当していた企業で、小田急箱根ホールディングスの完全子会社（小田急グループ）であった。
合併前の時点で、遊覧船事業のほか、芦ノ湖湖畔を中心に以下の飲食・宿泊施設を経営していた。
- 桃源台ビューレストラン
  - レストラン・土産
  - 神奈川県足柄下郡箱根町元箱根164（桃源台のりば構内）
- そば処小田急あしのこ茶屋
  - そば・うどん・土産
  - 神奈川県足柄下郡箱根町元箱根6-8（元箱根港前）
- Shake & Dog
  - ホットドッグ・スイーツ・シェイク
  - 神奈川県足柄下郡箱根町強羅1300（強羅駅構内）
- 茶屋本陣 畔屋
  - レストラン・甘味・土産
  - 神奈川県足柄下郡箱根町箱根161-1（箱根町港前）
- FUJIMI CAFE
  - ハンバーガー・パンガレット・スイーツ
  - 静岡県御殿場市深沢1816（乙女峠）
- 小田急箱根レイクホテル
  - レストラン・宿泊・土産
  - 神奈川県足柄下郡箱根町元箱根164（桃源台）